# Прапор Тренчинського краю

Прапор Тренчинського краю (співвідношення 2:3)

Прапор Тренчинського краю, регіону Словаччини, складається з чотирьох горизонтальних смуг у поєднанні кольорів синій-білий-червоний-синій, причому кожна синя смуга має половину розміру білої та червоної смуг. Кольори походять від кольорів, використаних на гербі краю. Прапор був прийнятий 23 жовтня 2002 року.